# Sviadnov
Sviadnov (německy Swenser, polsky Świadniów) je obec, která se nachází v okrese Frýdek-Místek, v Moravskoslezském kraji. Žije zde přibližně 2 200 obyvatel. Většina katastru obce leží na Moravě, ale menší část katastru s tamní čistírnou odpadních vod leží ve Slezsku.

## Historie
První písemná zmínka o vsi je z roku 1267. V roce 1277 připadla do rukou leníka olomouckého biskupa Bruna Dětřicha Stangeho. Ve 14. století existoval Malý Sviadnov, který později zanikl a na jeho místě dnes zřejmě stojí obec Žabeň. Do Sviadnovské historie se zapsalo i jméno zbojníka Ondráše z Janovic, který byl 31. března 1715 v hospodě na Horákově fojtství zabit svojí vlastní valaškou, kterou ho zabil bratranec Jurášek Fuciman. Dle jiné verze byl zabit svým druhem Jiřím Juráškem, který je v pověstech znám jako Juráš, v hospodě ve Sviadnově.
Obec se rozšířila po vzniku Karlovy huti v sousední části Frýdku – v Lipině (dnes ArcelorMittal Frýdek-Místek). V roce 1867 vznikla sviadnovská základní škola, roku 1876 byl založen místní hasičský spolek a v roce 1887 byla dokončena stavba místní kaple sv. Jana Nepomuckého. Dne 17. července 1920 byl ve Sviadnově založen Sokol. Během německé okupace došlo k 1. lednu 1943 ke sloučení Sviadnova, Frýdku, Místku, Lískovce a Starého Města v jedno město pod názvem Frýdek. Osvobození Sviadnova proběhlo v květnu 1945, de iure byla obnovena i samostatná obec, ale fakticky zůstal Sviadnov i nadále součástí spojeného města, které se v letech 1946–1950 poprvé oficiálně nazývalo Frýdek-Místek, ovšem vyhláškou ministerstva vnitra ze dne 8. srpna 1950 bez vysvětlení dochází k přejmenování sloučeného města na Místek. K prvnímu faktickému obnovení samostatnosti obce došlo roku 1954 usnesením Krajského národního výboru v Ostravě ze 16. března 1954, ale rozhodnutím ONV z roku 1975 se obec znovu sloučila s Frýdkem-Místkem, jehož součástí pak byla s účinností od 1. ledna 1979. Toto spojení vydrželo až do konce roku 1991. K 1. lednu 1992 se pak Sviadnov opětovně osamostatnil.

## Současnost

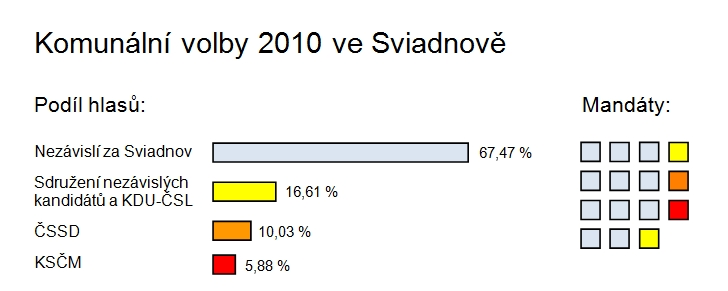
Výsledek voleb do zastupitelstva obce roku 2010

Na jihozápadě obce se tyčí 80metrový kopec Štandl, na kterém jsou pozůstatky středověkého opevnění (dnes již pouze terénního rázu a jeden kámen). Během archeologických průzkumů, které zde byly prováděny, byly nalezeny železné předměty, úlomky keramiky a kostí. Pověst říká, že toto opevnění bylo podzemní chodbou spojeno s frýdeckým zámkem. Zda je toto pravda, nikdo neví, ale podle historiků není tato možnost zcela vyloučena. Dnes je pod Štandlem vybudována malá rekreační oblast s ohništěm.
V blízkosti jsou i dva jezdecké kluby. Jeden se zabývá spíše parkurovými skoky a druhý westernovou a klasickou anglickou jízdou. Oba kluby také zajišťují sportovní a rekreační jízdy na koních a rehabilitaci nemocných. V areálech jsou také pořádány různé obecní nebo i soukromé akce. Tato spíše „odpočinková část“ je od Sviadnova oddělena rychlostní komunikací I/56, pod kterou byl v roce 2001 vybudován podchod.
Obec má již od roku 1993 lokální televizní vysílání jménem LTV SVIADNOV, teletext 44. kanál. Od roku 1996 je vysílání rozšířeno o dění v obci a obrazové zpravodajství. To zahrnuje mj. záznamy sezení zastupitelstva, akce mateřské a základní školy apod. V místní knihovně probíhají „Minigalerie“ (pravidelné výstavy obrazů a grafik).

## Obyvatelstvo
| Rok            | 1869 | 1880 | 1900 | 1910 | 1930 | 1950 | 1970 | 1980 | 2001 | 2014 |
| -------------- | ---- | ---- | ---- | ---- | ---- | ---- | ---- | ---- | ---- | ---- |
| Počet obyvatel | 693  | 786  | 1428 | 1589 | 1449 | 1285 | 1101 | 1075 | 1279 | 1725 |

Věková struktura obyvatel obce Sviadnov roku 2011

## Galerie

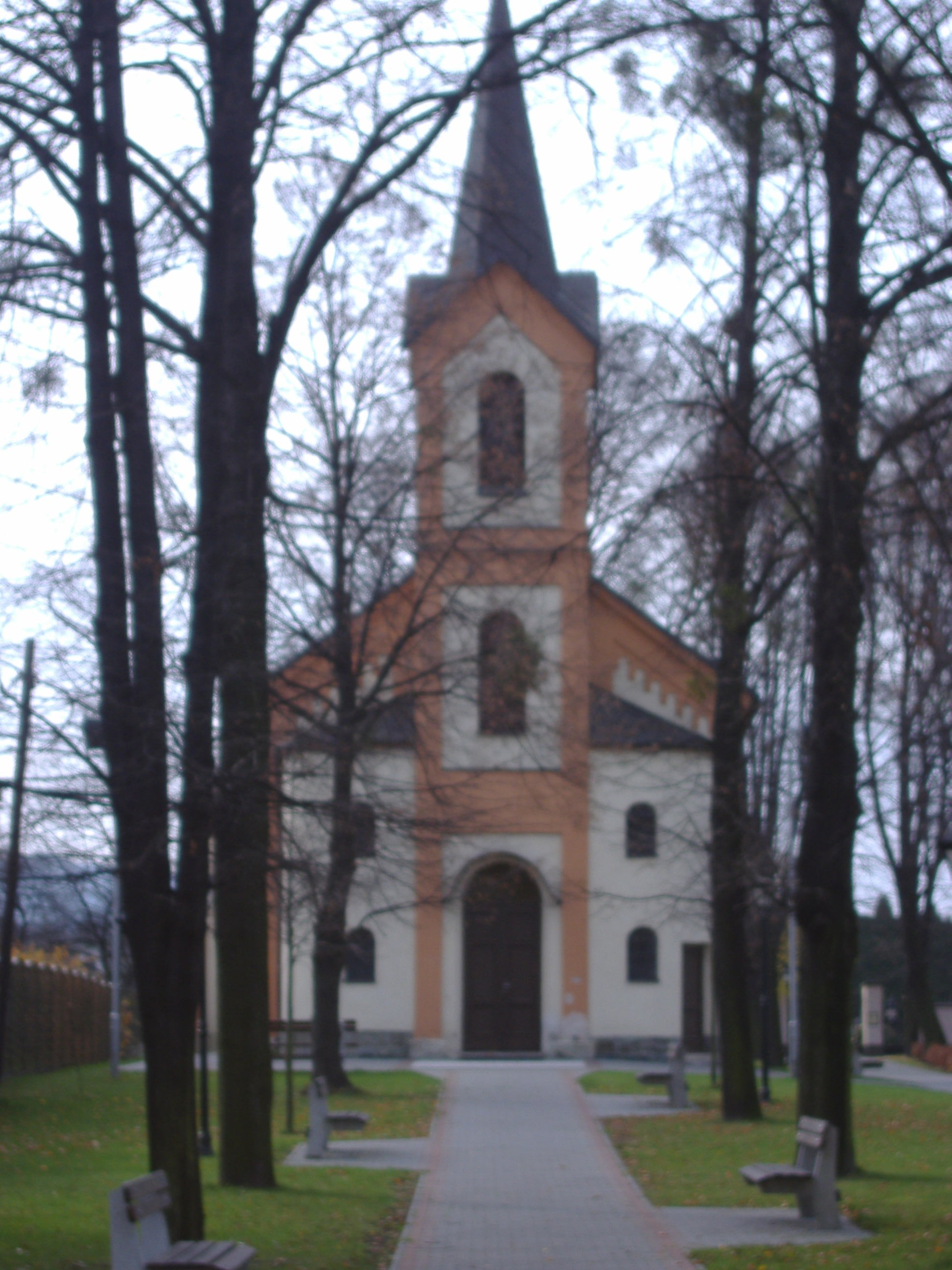
Kaple svatého Jana Nepomuckého
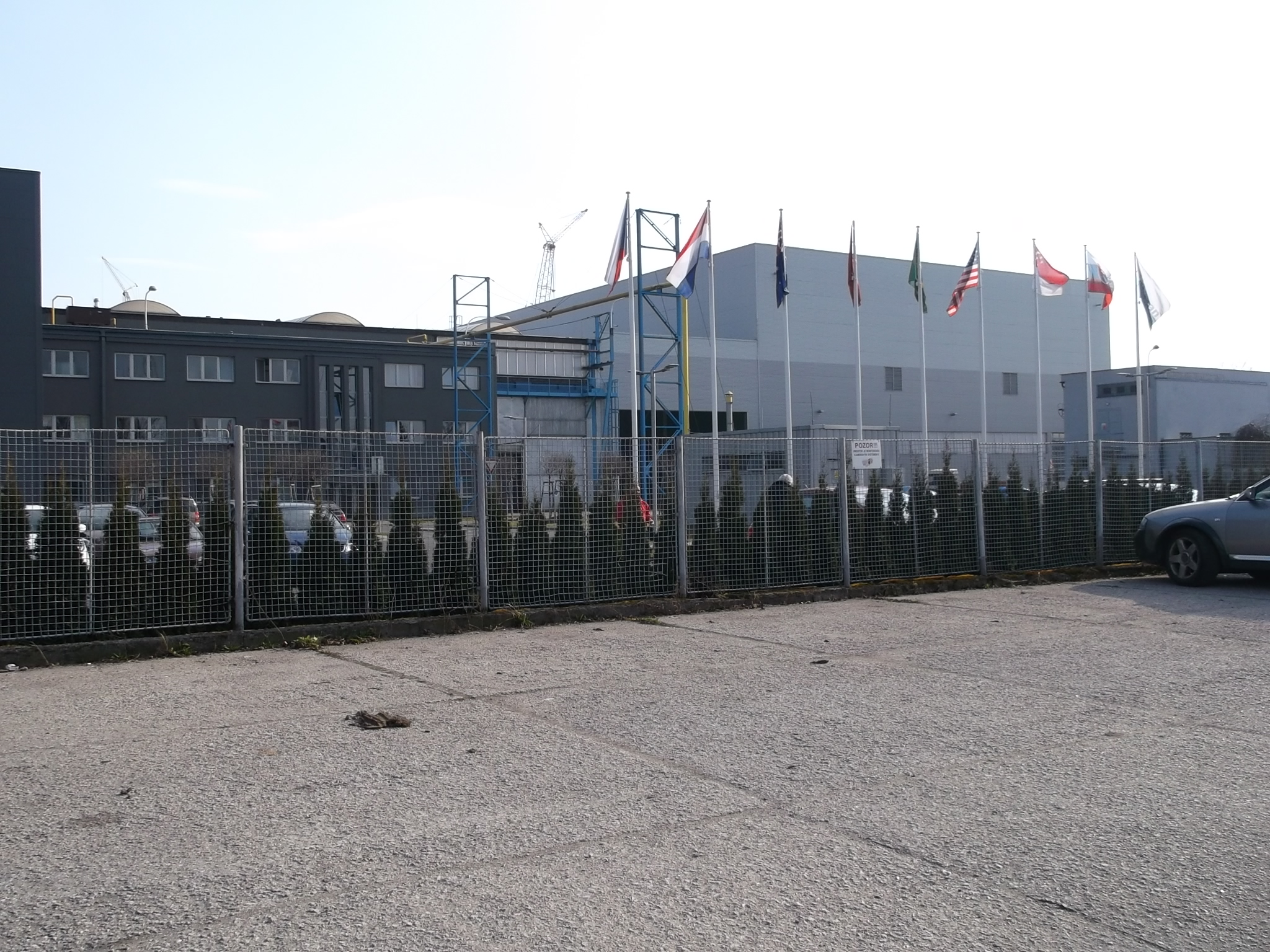
Jediná pobočka Huismanu v České republice
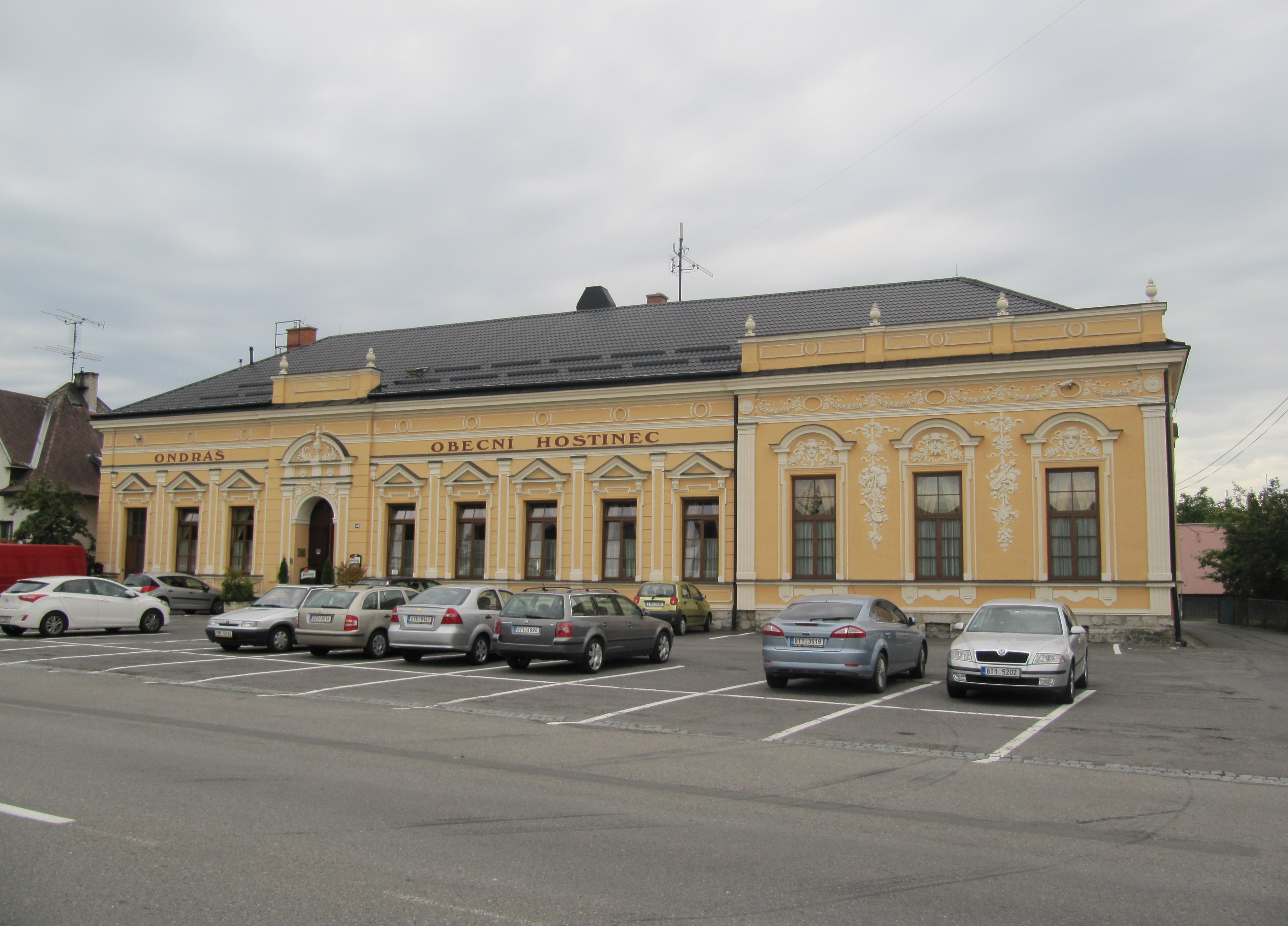
Obecní hostinec Ondráš
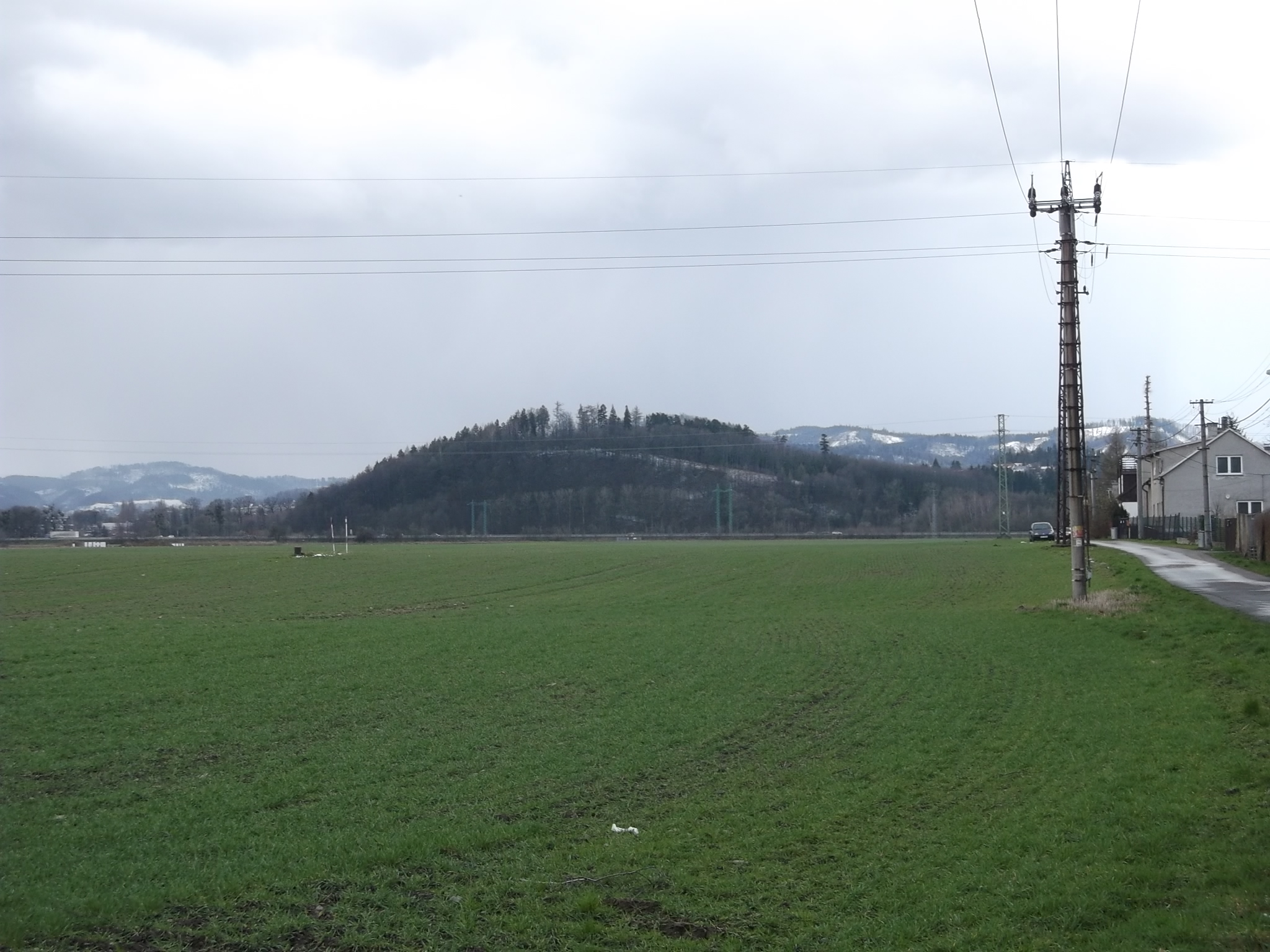
Kopec Štandl na jihu obce